# ناحیه تولونو، شهرستان شمپین، ایلینوی
ناحیه تولونو، شهرستان شمپین، ایلینوی (به انگلیسی: Tolono Township) یک منطقهٔ مسکونی در ایالات متحده آمریکا است که در شهرستان شمپین، ایلینوی واقع شده‌است. ناحیه تولونو ۵٬۲۷۰ نفر جمعیت دارد و ۲۱۸ متر بالاتر از سطح دریا واقع شده‌است.